# Valognes
Valognes település Franciaországban, Manche megyében. Lakosainak száma 6896 fő (2022. január 1.).

## Fekvése
Valognes Tamerville, Flottemanville, Huberville, Lieusaint, Saint-Joseph és Yvetot-Bocage községekkel határos.

## Népesség
A település népessége az elmúlt években az alábbi módon változott:
| Lakosok száma | 5932 | 6727 | 7412 | 7274 | 6807 | 6745 | 6803 | 6822 | 6802 | 6896 |
|               | 1968 | 1982 | 1990 | 2006 | 2013 | 2015 | 2017 | 2019 | 2020 | 2022 |

## Nevezetes emberek
- Itt született 1807-ben Théophile-Jules Pelouze francia vegyész